# Jacques Deroo
Pour les articles homonymes, voir Deroo.

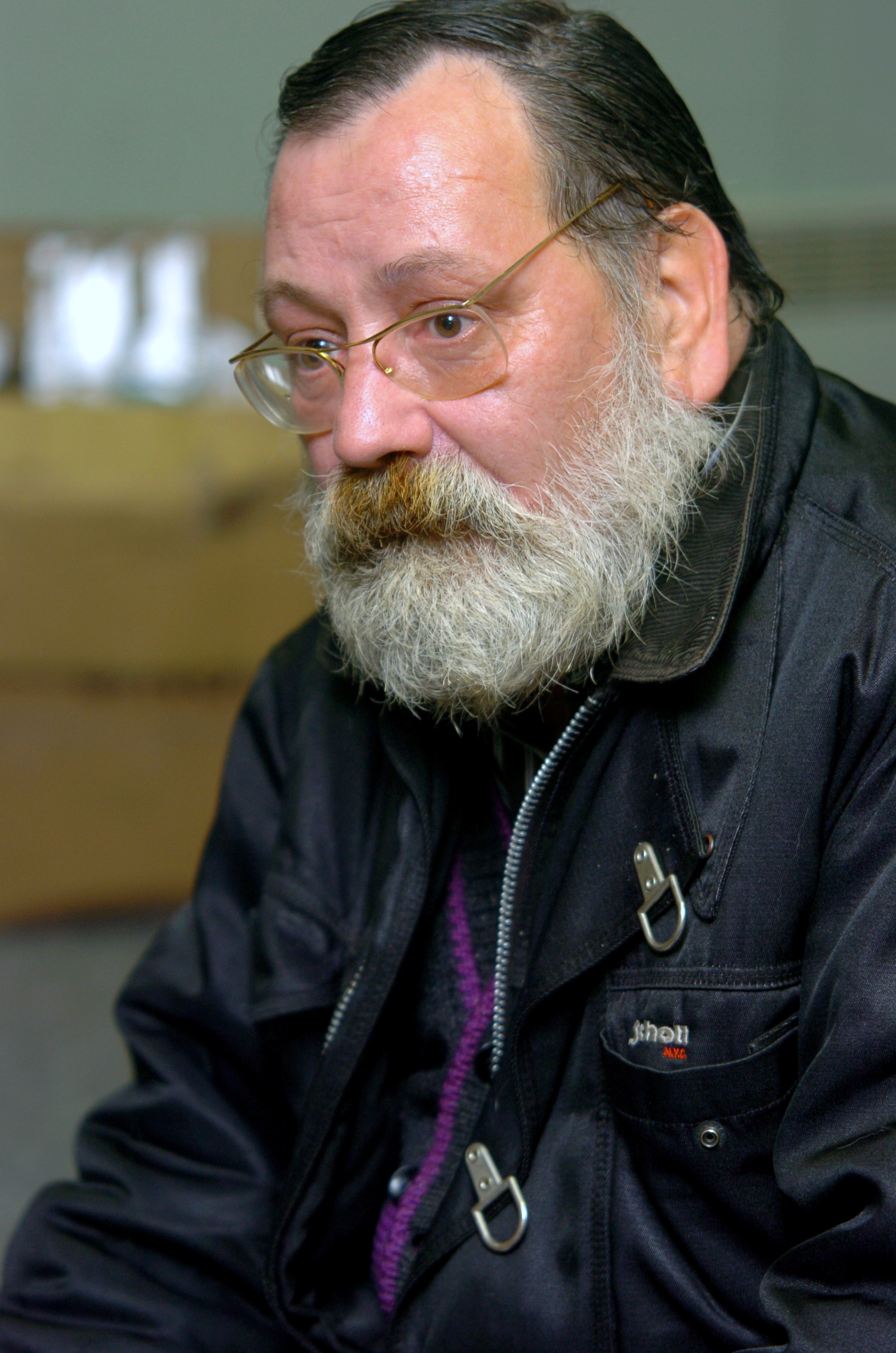
Jacques Deroo, le 15 janvier 2008 au Village de l'Espoir de Vitry-sur-Seine.

Jacques Deroo, né le 9 octobre 1955, est un travailleur social et éducateur. Il est également écrivain et s'est fait connaître avec deux livres inspirés de son passé de sans domicile fixe.

## Biographie
Enfant de l'Assistance publique, cet ex-taulard et ex-SDF est le créateur de l'association « Salauds de pauvres » et du « Village de l'Espoir » à Ivry-sur-Seine. Dans l'univers des sans-domicile fixe, il est parfois surnommé « l'Abbé Pierre laïque ».
Parmi ses actions, figure notamment le lancement d'un œuf en mars 2006 contre Françoise de Panafieu, à la Cité Curial, dans le 19e arrondissement de Paris mais également en partenariat avec différentes institution un rassemblement à la fontaine des innocents de sans-domiciles fixes et d'éducateurs spécialisés afin de sensibiliser le public à la cause de l'hébergement d'urgence. Il a également arrêté le métro à la station "Assemblée nationale" afin encore une fois de sensibiliser le public à la cause des grands exclus. Il tirait « l'alarme sociale ». Il était également sur le canal Saint-Martin en compagnie des Enfants de Don Quichotte. Fin 2006, dans la perspective des élections présidentielles, il incite les SDF à s'inscrire sur les listes électorales afin de voter.
Son action de développement de bungalows entreprise avec Village de l'espoir à Ivry se développe dans plusieurs lieux en France durant l'année 2007,. En novembre 2007, Jacques Deroo a installé des tentes de survie pour SDF quai d'Austerlitz à Paris.

## Livres relatifs
- Les coulisses du village de l'espoir, Liliane Gabel, éditions Les points sur les I, 2008,  (ISBN 978-2-915640-73-1)